# Чугунный скороход
«Чугунный скороход» — российская музыкальная группа из Санкт-Петербурга. 

## История
Группа создана в 1996 году музыкантами Антоном Дмитренко (Anton Neumark) и Юрием Усачевым. В том же году вышел первый альбом «Отростки радости» на лейбле «ZeKo Records». Он включал в себя скандальные песни «Шамиль Басаев» и «Рождение слуха» («Алла Пугачёва мертва»), которые моментально принесли группе популярность.
С песней «Шамиль Басаев (Freedom for my people)» связан примечательный эпизод. Данная композиция была написана группой ещё во время Чеченской войны, когда антивоенные мысли и высказывания попадали под негласную цензуру в СМИ. Большинство рекорд-компаний под тем или иным предлогом отказались её издавать, так как это казалось им опасным. Самой "смелой" тогда оказалась компания «ZeKo Records» (фирма называлась по первым двум буквам фамилий создателей — Кирилла Зеленова и Владимира Козлова). Через месяц после выхода альбома, одного из основателей лейбла, Кирилла Зеленова, застрелили, а слухи моментально связали это со скандальной песней. Однако позже выяснилось, что Зеленова заказал его же партнёр Козлов. Вскоре лэйбл обанкротился, а в памяти интересующихся темой эпизод с убийством директора навсегда остался связанным с этой самой песней.
Следующий альбом, «Остатки разума», выходит в 1997 году на лейбле «Союз». Одновременно выходят клипы на песни из этого альбома «Буду клубиться» и «Затмение Фобоса». Сразу после выхода альбома проект покидает один из его основателей, Юрий Усачев. С этого момента Антон Ньюмарк работает над проектом самостоятельно. Вскоре он приглашает в группу Павла Завьялова. Третий альбом, «Быстрая походка», они выпускают в 1999 году. В том же году клип «Быстрая походка» становится хитом MTV Россия. Затем следуют несколько клипов, каждый из которых попадает в ротацию на русском MTV: «Милиция», «Не могу дождаться ночи», «Николь». Альбом «Николь» выходит в 2001 году и фактически содержит переработанные версии песен, выходивших ранее.
Из-за того, что группа позволяла себе некие фривольности в виде песен «Йоко Оно» и «Пидоры идут», вышедших в 2001—2002 годах, коллектив неофициально запрещают к трансляциям на телевидении и радио. Исключением является лишь телеканал MTV Россия, который транслировал эти произведения, в основном, в позднее время. В этот период группу покидает Завьялов.
В 2005 году выходит альбом «Реалити Шоу», который Дмитренко делал уже в одиночку. Несмотря на хорошие ритмы и тексты, он не получил такой популярности как предыдущие. Единственным известным треком с альбома стала композиция «Afterparty».
Последний альбом «Самолёт» был выпущен в 2008 году также силами одного Антона Дмитренко.

## Состав

### Текущий состав
- Антон Дмитренко (Антон Ньюмарк) (1996—2008, 2012—настоящее время)
- Алексей Комольцев (Alex Camel)

### Бывшие участники
- Юрий Усачев (1996—1997)
- Павел Завьялов (Павел Кох) (1998—2003)

## Дискография
- 1996 — «Отростки радости»
- 1997 — «Остатки разума»
- 2000 — «Быстрая походка»
- 2001 — «Николь»
- 2005 — «Реалити Шоу»
- 2008 — «Самолет»
- 2024 — «Lost & Found (Песни затерянного континента Му-Му), Pt. 1», «Lost & Found (Песни затерянного континента Му-Му), Pt. 2»